# 限界分析
限界分析（げんかいぶんせき、英: marginal analysis）とは経済学用語の一つ。
これは経済現象に直接の影響を及ぼす要素は、限界値であるとして、限界値に注意を払った上で経済分析を行うという方法である。経済変数の絶対値や平均値などの計量分析だけでなく、限界値にこだわる考え方ともいえる。限界分析に基づいた経済学においては、生産者は利潤最大を追求し、消費者は効用最大を追求する、という立場になる。そこから限界収入と限界費用というのは等しいであろう、といった限界量の関係が導き出されるという論理である。